# ATRI -My Dear Moments-
《ATRI -My Dear Moments-》是由FrontWing和枕制作、ANIPLEX.EXE发行的一款视觉小说，本作于2020年6月19日在Windows平台发售。
本作是动画巨头Aniplex旗下新创立的视觉小说品牌ANIPLEX.EXE发行的两款處女作之一（另一部同日发售的处女作为《徒花异谭》）。制作人兼ANIPLEX.EXE的创始人島田紘希希望以本作为契机将该类型的游戏向全世界传达。游戏推出后获得欢迎，獲移植至任天堂Switch、Android和iOS平台，更獲改编为漫画和动画。
本作被改编为漫画和动画的消息于2022年9月24日举行的Aniplex Online Fest上公布。漫画在《Comptiq》於2022年11月号至2025年3月號连载；电视动画由TROYCA制作，於2024年7月至10月播放。

## 故事简介
本作设定于海平面上升淹没了大量土地，威胁人类生存的世界。主人公斑鳩夏生在8歲時因一場隧道事故失去右腿，在游戏开场时与就讀的研究院老師产生矛盾而休学，移居到了已故祖母所居住的海邊小鎮与青梅竹马神白水菜萌重逢。夏生在某天早上醒來时遇見一自稱是討債人的凱薩琳，凱薩琳要求夏生找到他已故祖母的遺產用以還債。夏生下潜至海中的祖母故居打撈起了機器人少女亞托莉。亞托莉自称在45天后便要与夏生分别。她希望夏生在45天後賣掉自己換取一條新的義肢，在这45天内则与夏生同居，擔負起作為夏生「腿」的職責，并希望夏生协助自己執行前主人給她下達的「最後的命令」。夏生在亞托莉的陪伴下，于當地一所一半已沉入海中的學校交到了許多知心朋友，并造出了微型漩渦發電機解决了学校的供电问题。在與亞托莉的同居生活中夏生对亞托莉产生好感，同时也知道了祖母留下了名為「伊甸」的人工島作为人类生存问题的解决方案。但之后夏生却无意间读到了亞托莉的工作日志簿，以为亞托莉对自己的感情全是机器演算出来的，为此大受打击并要求亞托莉停止假装自己擁有感情。
亞托莉拥有不幸的过去。她实际上拥有自我意识和情感，是技術奇點。她先前的主人是夏生的母親八千草詩菜，詩菜幼年遭到同学的欺凌，无法接受主人遭受如此对待的亞托莉在某日冲入学校殴打欺凌者，导致同型號機器人被判定为含有重大缺陷全部遭到回收，唯獨亞托莉逃了出來。亞托莉随后在暗处继续保护詩菜，并最终在导致詩菜死亡、夏生断腿的隧道事故中接获了詩菜弥留时下达的命令，将夏生作为自己的新主人并将其救出，自己后来在夏生祖母的安排下进入休眠。在被主人公夏生打捞时，她距离自己的设计运作寿命极限仅剩45天。
亞托莉打人的事故导致她的创作者身败名裂含恨而终，他的学生安田为了替恩师报仇闻讯找到了亞托莉意图将她摧毁报仇，二人在学校的天台对峙。取決於玩家在遊戲中的選擇，玩家可能進入遊戲的壞結局：夏生未能及時趕上制止亞托莉，導致安田被亞托莉殺死，之后亚托莉因自責選擇自行墜樓失去所有與夏生等人的記憶，兩天後停止了機能；或者遊戲的好結局：夏生及时制止了亞托莉，要求她不必假装自己没有情感。事情平息後，夏生帶亞托莉前往執行「最後的命令」，于亞托莉停止機能的前一天將亞托莉帶到人工生態島「伊甸」，讓亞托莉休眠於主控室中成為島上的系統管理員。在亞托莉原定的停止機能之日，夏生與朋友們共同觀看了其父斑鳩宗司主持研發的火箭的發射，這也代表了人類對太空探索的重啟。
當玩家完成了上述兩個結局後，遊戲解鎖真結局。設定於60年後，名為諾亞的超巨大浮體都市早已於太空探索重啟大約30年後建成，部分人類移居於這類浮體都市。亞托莉在沉眠前将夏生托付给他青梅竹马水菜萌，夏生與水菜萌之后結為夫妻，但二人仍一直牵挂沉睡的亞托莉。夏生重新拾起過去的機器人技術，让世界迎來技術奇點，機器人不再作為勞力而是被當作朋友被人類接受。夏生當年的朋友也各有建樹。在夏生彌留之時，「伊甸」完成了使命，被定于第二日沉没。夏生通過自己一部分已被電腦化的大腦將意識連接到通往「伊甸」的網路上，隨即喚醒已沉睡60年的亞托莉。最後夏生與亞托莉在電腦模擬出的海邊懸崖上度過了各自最後的一日時光。

## 登场角色

### 主要角色
斑鸠夏生　声优：小野贤章（仅电视动画）
本作主角，性格认真不太擅长表达。因一次意外丧母，同时失去右腿而需依靠义肢行走。他就读科学院，但因自身原因休学回到祖母曾生活的地方。他最终回到科学院继续学习，并利用海上浮岛解决了人类生存问题，在和青梅竹馬水菜萌結婚60年后进入虚拟世界与亚托莉度过最后一天。
亚托莉　声优：赤尾光
本作的女主角。拥有自我感情的机器人，被称为技术奇点。性格特别活泼开朗，她原本是属于夏生母亲的机器人，在为夏生的母亲出恶气致人受伤后只得隐蔽起来。夏生的母亲在意外发生后弥留之际将她转继给夏生，亚托莉之后被封存。在被主人公打捞后，她在与主人公的共同生活中培养出了亲密关系。她一度利用日志本欺骗主人公自己没有真正的情感，但最后还是完全流露。她被安排为人工浮岛的控制系统，并在游戏最后意识融入其中，在60年间等待主人公的意识来到虚拟世界中。

### 其他角色
神白水菜萌　声优：高桥未奈美
主人公夏生的儿时玩伴，经常照顾夏生，性格善良。亚托莉私下将夏生托付给她，希望在自己进入浮岛系统后陪伴主人公。在之后她与夏生结婚共度60年的时光，但内心也一直牵挂着亚托莉。
野岛龙司　声优：细谷佳正
当地的青年。性格正直。肌肉发达体格很壮，是那种比起动脑更擅长运动的类型，会给人一个不太聪明的印象。像是本地孩子们老大般的存在。後成為浮體都市諾亞的第一任市長。
凯瑟琳　声优：日笠阳子
本名為“小佐田花子”。夏生祖母的债权人，追着夏生讨债。实际上她是当地先前失踪的一位少女，回到故乡后她担任了当地学校的小学老师，也放弃了讨债。如果只是笑着不说话，还算是个充满神秘感的美女。
名波凛凛花　声优：春野杏
在当地学校就读的一位好学女孩，喜欢学习。她之后也考入科学院就读。成為能源技術專家。

## 主题曲
开场曲綻放光芒！
作词：紺野アスタ，作曲、编曲：松本文紀
演唱：柳麻美
结尾曲Dear Moments
作词：紺野アスタ，作曲、编曲：松本文紀
演唱：亞托莉（声优：赤尾光）

## 制作
本作的制作人島田紘希从学生时代开始便是一位美少女游戏（视觉小说）玩家，在通过入职面试加入Aniplex后的7年间主要负责营运工作。島田希望将视觉小说类型游戏的乐趣向全世界传达，他在向Aniplex的管理层分享了自己的想法后得到了对方的肯定，遂成立了ANIPLEX.EXE。Aniplex的管理层不将ANIPLEX.EXE视作高获利项目，仅仅认为这个项目对创作者而言很有意义，便给予放行。ANIPLEX.EXE在2018年5月左右正式在内部成立。
制作人島田紘希凭借自己的感觉与喜好选择与之合作的厂商以及创作者，《ATRI》始于島田与紺野Asta（紺野アスタ）之间的交流。紺野曾经参与枕制作发售的《向日葵的教會與長夏假期》的剧本编写工作，島田顺势便找到枕，与隶属于枕的游戏制作人SCA-自一同策划本作。自由身游戏剧本家紺野Asta在收到島田紘希发送的邮件时一度以为是恶作剧以及外行人的咨询。后来紺野在入职FrontWing后本想拒绝该工作导致项目流产，但此时SCA-自转而大力向島田推介FrontWing，令FrontWing也加入到该项目当中，最终本作成为紺野在入职FrontWing后的第一部作品，几经波折顺利开始。
製作人島田不希望他的干預影響創作者及作品的魅力，因此他與製作人員之間保持一定的距離。島田與紺野在作品大致方向上緊密合作。他對作品下達了「要有真正感人的部分」的要求，剩下的基本由紺野和SCA-自完成。在構思劇本的過程中，島田提出作品應當包含機器人相關元素，而紺野出於自己的喜好，在遊戲當中添加了潛水艇元素。為了同時滿足美少女遊戲玩家的需求，並吸引其他玩家的興趣，本作從製作伊始便設定為全年齡遊戲以減少遭遇表現規制的情況。另外，為了拓寬受眾群體，本作在開發時便支援多語言（日語、英語、繁體中文、簡體中文），並且透過Steam向全世界發行。但限於預算和遊戲體積，本作依然只支援日語配音。島田表示做出只加入日語配音的決定還受到了很多非日本玩家也想體驗日語配音一事的影響。
本作為短篇作品，製作團隊將作品的長度設定為2—3卷輕小說的份量。短篇作品的創作有一些不同之處，例如短篇作品不宜設置過多結局。此外，日常系作品不適合於短篇作品。一貫喜愛日常系作品並以日常系作品為創作重心的紺野將本作確定為泣系遊戲，這也是他第一次挑戰創作泣系遊戲。儘管在創作的途中他還是將寫作的方向轉變為自己熟悉的方向。本作的主人公與紺野的前作《在這蒼穹展翅》的女主角一樣皆有腿部殘疾，這是紺野沿用「上帝為你關閉一扇門必然會打開一扇窗」的思路而有意設計。另外，紺野慣用的摻雜專業知識的手法也是他為了防止日常橋段過於平淡而設計的，目的是刺激玩家的求知慾與興趣。製作團隊期望用最少的角色構建青春作品，起初不願加入名波凛凛花，但最終還是出於「需要孩童角色」的需求而加入，並一度設定為偽娘。配角野岛龙司則是受到了櫻花大戰系列中登場的加山的影響，製作團隊精心刻畫他在與主人公關係不好的前提下與主人公建立友誼的過程，以圖獲得玩家接受。除了劇本，紺野還負責為本作的主題曲作詞，這是他第一次挑戰作詞。
本作的美術設計由Yusano負責，SCA-自擔任藝術總監，島田透過SCA-自確認遊戲的原畫。Yusano與SCA-自在Twitter上認識良久，在大學畢業後成為了自由身插畫家，但是接到的工作數量較少。Yusano後接受SCA-自的邀請加入枕/KeroQ，並在約兩年的磨合後展露頭角。SCA-自向島田提出要啟用沒什麼人認識的Yusano作為本作的美術設計，島田在看到Yusano的插畫樣例後便認定要讓他負責美術。本作的賣點為亚托莉，製作團隊非常注重她是否符合玩家的喜好。主人公與亚托莉的形象是在某次Yusano設計出令人印象深刻的身高差後確定的。製作人島田紘希希望玩家最終不光認識了他們的作品，更能進一步接觸其他美少女遊戲品牌及美少女遊戲。

## 发行
ANIPLEX.EXE在2019年12月26日正式对外宣告成立，本作也于同日公开。后续ANIPLEX.EXE又逐步公开了诸如CG画面、主题曲、在Steam和DMM上架，以及价格和开场动画等情报。本作的體驗版於發售前的一個月推出，包含了遊戲前三分之一的內容，這是紺野沿用了《在這蒼穹展翅》體驗版的作法。在體驗版推出後製作團隊依然在調整遊戲中盤及後盤的故事。本作的準確發售日直到遊戲發售的前一週才公布，島田指出這是本作採取網路下載模式發行，無需考慮線下商店提前預約等事項，兼顧保持神秘感而做出的決定。在發售前，為了將亞托莉的日常生活以動畫方式呈現，島田請求同屬Aniplex旗下的動畫製作公司CloverWorks製作了動畫宣傳短片并公开。在日本之外的宣傳工作主要透過SNS進行，Aniplex的北美分公司也參與協助本作在北美等地區宣傳。製作團隊亦原定參加線下展覽加以宣傳，但受到疫情的影響被迫改為線上宣傳。
本作于2020年6月19日正式发售。发售后，製作團隊開始推進周邊商品的製作，並依照調查問卷的結果宣布製作亞托莉抱枕套。遊戲原聲帶於2020年10月28日發售。

## 反響
從銷量而言，本作受到了玩家的喜愛。ANIPLEX.EXE在遊戲發售一周年（2021年6月）之際曾宣佈其兩部處女作（本作和《徒花异谭》）的銷量合計超過了10萬。之後本作單獨持續售出，截至2022年9月宣佈改編動畫的時候，本作單獨售出了17萬套。又過了一年半，在2024年4月的時候，本作的銷量獨自超過了30萬套。同年10月，銷量超過50萬套。

## 改編作品

### 漫畫
改編漫畫作品自2022年11月號至2025年3月號於角川書店旗下之《Comptiq》雜誌連載，作畫由擔任。共發行全5冊單行本。
| 冊數 | 角川書店       | 角川書店          | 台灣角川     | 台灣角川               |
| 冊數 | 發售日期       | ISBN              | 發售日期     | ISBN                   |
| ---- | -------------- | ----------------- | ------------ | ---------------------- |
| 1    | 2023年9月8日   | 978-4-04-113502-0 | 2025年4月3日 | ISBN 978-626-415-543-4 |
| 2    | 2024年1月10日  | 978-4-04-114453-4 |              |                        |
| 3    | 2024年7月10日  | 978-4-04-115197-6 |              |                        |
| 4    | 2024年10月10日 | 978-4-04-115429-8 |              |                        |
| 5    | 2025年3月10日  | 978-4-04-116058-9 |              |                        |

### 電視動畫
2022年9月宣佈本作將改編為漫畫，同時也決定將其改編成動畫。負責動畫製作的公司為TROYCA，由花田十輝擔任劇本改編統籌。於2024年7月至10月播放。

#### 製作人員
- 原作：ANIPLEX.EXE
- 原案：
- 人物原案：Yusano、基4
- 導演：加藤誠
- 系列構成、劇本：花田十輝
- 人物設定、總作畫監督：佐藤道雄
- 道具設定：佐藤道雄、江間一隆、馬詠喬、村山未菜美
- 機械設定：大久保幹夫
- 美術監督：內藤健
- 美術設定：瀧口勝久
- 色彩設計：篠原真理子
- CG導演：井口光隆
- 攝影監督：加藤友宜
- 剪輯：右山章太
- 音響監督：明田川仁
- 音樂：松本文紀
- 音樂製作：Aniplex
- 製片人：片岡裕貴、亢越
- 動畫製片人：長野敏之、岡村繁久
- 動畫製作：TROYCA[29]
- 製作：ATRI ANIME PROJECT（Aniplex、Bilibili）

#### 主題曲
本作的片頭曲和片尾曲分別由與Aniplex同屬日本索尼音樂娛樂旗下的偶像團體乃木坂46和22/7演唱。
片頭曲那一束光
作詞：秋元康，作曲、編曲：BASEMINT
演唱：乃木坂46（池田瑛紗、伊藤理理杏、井上和、岩本蓮加、賀喜遙香、田村真佑）
片尾曲
在YES與NO之間
作詞：秋元康，作曲：YU-JIN、SHIN，編曲：YU-JIN
演唱：22/7
Dear Moments（第6話）
作詞：紺野アスタ，作曲、編曲：松本文紀
演唱：亞托莉（赤尾光）
綻放光芒！（第13話）
作詞：紺野，作曲、編曲：松本文紀
演唱：柳麻美

#### 各話列表
| 話數  | 標題                       | 分鏡                     | 演出                       | 作畫監督 | 總作畫監督                         | 首播日期       |
| ----- | -------------------------- | ------------------------ | -------------------------- | --- | ---------------------------------- | -------------- |
| Log01 | 前往海之搖籃               | 加藤誠                   | 加藤誠                     | 佐藤道雄 | 不適用                             | 2024年 7月14日 |
| Log02 | 兩人共享溫馨景色           | 别所诚人、加藤诚         | 渡边万理惠、加藤诚         | 小川真由美、加藤里香、黑田直寿、小西纱希、高桥沙江子、西田光洋、松本昌子、丸冈功治                                                           | 佐藤道雄                           | 7月21日        |
| Log03 | 殺手·小嘍囉·學校           | 林宏樹                   | 萩原悠里、宮城大翔、加藤誠 | 伊藤篤志、楠田悟、櫻井木之實、櫻井拓郎、玉置典彥、Cerberus、Suwarin Promjutikanon、NEW ANI 動畫、                                            | 佐藤道雄、鈴木勇、森下智惠         | 7月28日        |
| Log04 | 螃蟹和電力很重要           | 志賀翔子                 | 志賀翔子                   | 桝井一平、山本徑子、Han sung hui | 佐藤道雄、奧田淳、森下智惠         | 8月4日         |
| Log05 | 在夜燈下歡笑               | 黑木美幸                 | 玉川陽莉                   | 池田博昭、岡崎洋美、加藤里香、黑田直壽、小西紗希、西田光洋、林夏菜、馬詠喬、丸岡功治、明光                                                   | 佐藤道雄、奧田淳、森下智惠         | 8月11日        |
| Log06 | 我腦海中的歌               | 加藤誠                   | 森田亞郎、加藤誠           | 池田博昭、岡崎洋美、小川真由美、加藤里香、黑田直壽、小泉寬之、小西紗希、高橋沙江子、藤吉友香里、馬詠喬、丸岡功治、村山未菜美、諸石美雪、明光 | 佐藤道雄、奧田淳、森下智惠         | 8月18日        |
| Log07 | 機器子·去·約會             | 林宏樹                   | 三家本泰美、加藤誠         | 江原小百合、小川真由美、北島勇樹、長濱睦輝                                                                                                   | 佐藤道雄、奧田淳、林夏菜、森下智惠 | 8月25日        |
| Log08 | 波濤翻湧之夜已至           | 林宏樹                   | 玉川陽莉                   | 池田博昭、岡崎洋美、小泉寬之、馬詠喬、丸岡功治、村山未菜美、明光、MABUS ANIMATION                                                            | 佐藤道雄、奧田淳、林夏菜、森下智惠 | 9月1日         |
| Log09 | 墜入深淵的腿               | 青木英                   |                            | 岡崎洋美、小川真由美、小泉寬之、小西紗希、高橋沙江子、丸岡功治、村山未菜美、諸石美雪                                                         | 佐藤道雄、奧田淳、林夏菜、森下智惠 | 9月8日         |
| Log10 | 陰雨終將止歇               | 青木英、加藤誠           | 玉川陽莉、加藤誠           | 池田博昭、岡崎洋美、小川真由美、黑田直壽、花村千尋、藤吉友香里、馬詠喬、丸岡功治、村山未菜美、明光、MABUS ANIMATION                          | 佐藤道雄、奧田淳、林夏菜、森下智惠 | 9月15日        |
| Log11 | 夏日尾聲的宣告與你的聲音   | 志賀翔子、加藤誠、林宏樹 | 鬼頭和矢、三家本泰美       | 長濱睦輝、薩摩夢、北島勇樹 | 佐藤道雄、奧田淳、林夏菜、森下智惠 | 9月22日        |
| Log12 | 前往約定之地的門票         | 林宏樹                   | 林宏樹                     | 池田博昭、岡崎洋美、小川真由美、小西紗希、高橋沙江子、馬詠喬、丸岡功治、村山未菜美、諸石美雪、明光                                           | 佐藤道雄、奧田淳、林夏菜、森下智惠 | 9月29日        |
| Log13 | 時間啊停滯吧，你是如此美麗 | 加藤誠、青木英、林宏樹   | 加藤誠、                   | 池田博昭、岡崎洋美、小川真由美、黑田直壽、小西紗希、高橋沙江子、西田光洋、花村千尋、馬詠喬、丸岡功治、村山未菜美、諸石美雪、明光             | 佐藤道雄、奧田淳、林夏菜、森下智惠 | 10月6日        |

#### 播映平台
| 播映日期              | 播映時間（UTC+9）  | 播映電視台 | 播映地區 | 備註                     |
| --------------------- | ------------------ | ---------- | -------- | ------------------------ |
| 2024年7月14日—10月6日 | 星期日 0:00—0:30   | TOKYO MX   | 東京都   |                          |
|                       |                    | 群馬電視台 | 群馬縣   |                          |
|                       |                    | 栃木電視台 | 栃木縣   |                          |
|                       |                    | BS11       | 日本全域 | BS放送／《ANIME+》時段   |
| 2024年7月15日—10月7日 | 星期一 21:30—22:00 | AT-X       | 日本全域 | CS放送／字幕放送／可重播 |

| 播映地區         | 播映平台 | 播映日期              | 播映時間（UTC+8） | 備註  |
| ---------------- | -------- | --------------------- | ----------------- | ----- |
| 中國大陸         | bilibili | 2024年7月14日—10月6日 | 星期日 00:30      | [ 1 ] |
| 香港、澳門、台灣 | bilibili | 2024年7月14日—10月6日 | 星期日 00:30      | [ 2 ] |

#### BD / DVD
| 卷數 | 發售日期       | 收錄話數     | 規格編號     | 規格編號     |
| 卷數 | 發售日期       | 收錄話數     | BD           | DVD          |
| ---- | -------------- | ------------ | ------------ | ------------ |
| BOX  | 2024年11月27日 | 第1話—第13話 | ANZX-17451/7 | ANZB-17451/7 |

#### 迴響
在秋葉原總研發起的2024年夏季最期待新動畫的投票中，《ATRI -My Dear Moments-》獲得第三名。

## 外部連結
- 官方网站 （日語）
- 电视动画官方网站（日語）
- 《ATRI -My Dear Moments-》在視覺小說數據庫的頁面 （英文）
- ATRI -My Dear Moments-（動畫）在動畫新聞網百科全書中的資料（英文）